# Miriagrammo
Un miriagrammo (simboli Mg, mag) è un'unità di misura di massa in disuso e non più accettata all'interno del Sistema internazionale di unità di misura; il simbolo Mg, inoltre, coinciderebbe con quello del megagrammo nel Sistema internazionale e per tale ragione il miriagrammo può essere rappresentato dal suo simbolo alternativo mag.
1 megagrammo = 1 000 000 grammi = 1 tonnellata = 100 miriagrammi
1 miriagrammo = 10 000 grammi = 0,01 tonnellate = 0,01 megagrammi
Un miriagrammo equivale a:
- 10 000 000 mg (milligrammi);
- 1 000 000 cg (centigrammi);
- 100 000 dg (decigrammi);
- 10 000 g (grammi);
- 1 000 dag (decagrammi);
- 100 hg (ettogrammi);
- 10 kg (chilogrammi);
- 0,1 q (quintali, non usata dal SI);
- 0,01 t (tonnellate).